# Dynamena griffini
Dynamena griffini is een hydroïdpoliep uit de familie Sertulariidae. De poliep komt uit het geslacht Dynamena. Dynamena griffini werd in 1924 voor het eerst, als Pasythea griffini, wetenschappelijk beschreven door Hargitt.